# Alfred Marie-Jeanne
Alfred Marie-Jeanne, né le 15 novembre 1936 à Rivière-Pilote (Martinique), est un homme politique français, cofondateur et président de l’ancien Mouvement indépendantiste martiniquais (MIM). Il a été notamment maire de Rivière-Pilote de 1971 à 2000, président du conseil régional de la Martinique de 1998 à 2010, député de la Martinique de 1997 à 2017 et président du conseil exécutif de Martinique de 2015 à 2021. Aux Antilles françaises, il est surnommé familièrement le "chabin" (mot créole signifiant métis à la peau claire).

## Naissance et parcours professionnel
Alfred Marie-Jeanne est issu d'une famille modeste. Il est le fils d'une martiniquaise et d'un gendarme métropolitain qui ne l'a pas reconnu. Il proclame avec fierté son ascendance maternelle. Il est beaucoup moins disert en ce qui concerne son ascendance paternelle. Il effectue ses études primaires à Rivière-Pilote. Il réussit ensuite le concours des bourses ce qui lui permet de poursuivre ses études secondaires au lycée Schœlcher de Fort-de-France. Après l’obtention de son baccalauréat série mathématiques, Alfred Marie-Jeanne s’inscrit à l’École normale pour suivre les deux années de formation nécessaires pour devenir instituteur. Il est nommé, pour son premier emploi, enseignant aux Terres-Sainville (Fort-de-France). Dans les années 1970, il obtient à l'Université Antilles-Guyane une maîtrise en sciences économiques. Après avoir réussi le concours de PEGC, il reçoit son affectation comme professeur de mathématiques dans sa commune au collège Jacques-Roumain.

## Engagement politique
Alfred Marie-Jeanne s'engage en politique en 1971 en se présentant pour la première fois aux élections municipales à Rivière-Pilote, il n'appartient à ce moment-là à aucun parti politique, mais est proche des idées de gauche. Aux municipales de 1971, Alfred Marie-Jeanne est élu pour la première fois maire de Rivière-Pilote, en obtenant 2 102 voix contre 1 519 à son adversaire de Droite, Jules Sauphanor. Puis, aux élections cantonales de 1973, il est élu conseiller général du canton de Rivière-Pilote avec 2 470 voix soit 61,08 %.
En 1973, il crée avec d'autres militants dont Garcin Malsa, le mouvement "La Parole au peuple" qu'il transforme le 1er juillet 1978 en Mouvement indépendantiste martiniquais. Aux législatives de 1973, Alfred Marie-Jeanne conclut une alliance politique avec le Parti progressiste martiniquais. Il est candidat dans la circonscription du sud et son suppléant est un militant PPM, Rodolphe Désiré. La base de cette alliance politique a pour objectif la lutte pour la reconnaissance par les autorités françaises du droit à l'autodétermination de la Martinique. Mais cette entente politique entre Alfred Marie-Jeanne et le PPM est un échec, il obtient un faible score (1 920 voix) et est éliminé dès le premier tour.
Alfred Marie-Jeanne radicalise alors son discours nationaliste. En 1974, il adresse au candidat socialiste François Mitterrand un document présentant ses grandes orientations pour la Martinique : il considère que la Martinique est une nation et revendique, entre autres, le droit à l'autodétermination, un protocole d'accession à l'indépendance, des relations fondées sur la coopération avec l'Europe. Alfred Marie-Jeanne, grâce à son charisme et son franc-parler, devient incontestablement le leader de la mouvance nationaliste en Martinique. En dehors de l'île, son comportement original et ses prises de paroles démonstratives prêtent plutôt à sourire.
Au début des années 1990, Alfred Marie-Jeanne change de stratégie et assouplit sa position. Le MIM décide de participer aux élections nationales et à la gestion des affaires politiques locales, et prend part au débat sur l'assemblée unique en proposant l'Assemblée régionale unifiée (l'ARU), une fusion du conseil régional et du conseil général. L'assemblée régionale unifiée qu'il propose serait dotée de pouvoirs législatifs et réglementaires. En 1990, aux élections régionales, sa liste obtient 7 sièges, puis 9 en 1992. En 1993, Alfred Marie-Jeanne se représente comme député, 20 ans après ses premières élections législatives. Il obtient 17 912 voix au deuxième tour, mais c'est le candidat de droite, André Lesueur, qui l'emporte.
En 1997, Alfred Marie-Jeanne est élu, au second tour, député de la Martinique avec 28 916 voix (64,08 %) face au candidat de droite, André Lesueur. Aux élections régionales de 1998, la liste conduite par Alfred Marie-Jeanne obtient 24,6 % des voix et gagne 13 sièges. Il est élu président du conseil régional grâce au soutien de quelques élus de gauche avec 18 voix face au candidat de droite, Pierre Petit. Le 19 décembre 1999, il signe avec Antoine Karam, président du conseil régional de la Guyane et Lucette Michaux-Chevry, présidente du conseil régional de la Guadeloupe, "La déclaration de Basse-Terre". Dans cette déclaration, les trois présidents de régions réclament un statut de région autonome pour la Guyane, la Guadeloupe et la Martinique.
En octobre et novembre 2000, Alfred Marie-Jeanne, lance le « Projet Martinique ». Ce projet doit permettre à la Martinique de se doter d'un nouveau statut de région d'Outre-mer autonome et d'obtenir un régime fiscal et social adapté aux spécificités de l'île. En 2001, il tenta sans succès de conquérir la mairie de Fort-de-France, bastion historique du PPM, mais le MIM gagne néanmoins 10 sièges dans l'opposition. En 2002, il obtient 16 194 voix au 2e tour et est réélu député de la Martinique. En 2004, il est réélu président du conseil régional. La liste des « Patriotes » (MIM - CNCP) a obtenu 74 860 voix et dispose de 28 sièges sur 41 au conseil régional. Alfred Marie-Jeanne annonce alors plusieurs chantiers prioritaires comme la mise en place du haut débit avec l'ADSL, la dépollution des sols agricoles infectés par les pesticides et la construction d'un institut des métiers du sport.
En mai 2006, six ans après le "Projet Martinique", Alfred Marie-Jeanne lance le Schéma martiniquais de développement économique (SDME). Le SMDE est conçu comme un outil de développement pour la Martinique future. Défini dans une dynamique globale, ce schéma permettrait d'affirmer les priorités en matière économique et dans tous les domaines contribuant au développement économique de l'île tels que l'emploi et la formation professionnelle ; l'environnement, l'aménagement du territoire et le développement durable ; la mise en valeur des ressources naturelles ; les coopérations régionale et internationale ;  la recherche et l'innovation.
Aux élections législatives de juin 2007, Alfred Marie-Jeanne est réélu député de la 4e circonscription de la Martinique avec 26 673 voix (68,46 %). Il arrive en tête dans les 13 communes que compte la circonscription et distance son adversaire de l'UMP, André Lesueur de 14 384 voix. Alfred Marie-Jeanne siège à l'Assemblée nationale depuis le 26 juin 2007, dans le groupe de la Gauche démocrate et républicaine.
Le 10 janvier 2010, le rejet du statut d'autonomie par les Martiniquais est un revers pour Alfred Marie-Jeanne puisqu'il avait appelé à voter positivement. En revanche, le référendum du 24 janvier 2010 visant à fusionner le département et la région en une collectivité unique, régie par l'article 73 de la constitution française, est approuvé.
Aux élections régionales des 14 et 21 mars 2010, la liste "Les patriotes martiniquais et sympathisants", conduite par Alfred Marie-Jeanne, arrive au second tour en deuxième position avec 66 309 voix. Elle obtient 12 sièges. Alfred Marie-Jeanne est battu par le candidat du PPM, Serge Letchimy. Le 23 mars 2010, Alfred Marie-Jeanne, dans une lettre adressée à la population, annonce qu'il renonce à son siège de Conseiller régional dans l'opposition, il est remplacé par le treizième de sa liste, Sylvain Bolinois.
Le 10 décembre 2010, il est élu président de son parti en obtenant 99,13 % des suffrages.
Le 6 août 2011, le stade municipal En Camée de Rivière-Pilote a été officiellement baptisé Stade Alfred Marie-Jeanne.
Aux élections législatives de 2012 en Martinique, Alfred Marie-Jeanne se présente pour la première fois dans la 1re circonscription de la Martinique. Il arrive en tête au premier tour et obtient 6 522 voix, soit 28,38 % des suffrages. Au second tour, Alfred Marie-Jeanne est élu député en obtenant 15 238 voix, soit 52,43 % des suffrages. Il distance le député sortant le socialiste Louis-Joseph Manscour de 1 414 voix. Il siège depuis le 25 juin 2012 au groupe parlementaire de la Gauche démocrate et républicaine.
En 2013, il vote contre le mariage entre personnes de même sexe en France, comme ses deux collègues martiniquais (Bruno Nestor Azerot et Jean-Philippe Nilor),.
Le 18 décembre 2015, après fusion avec la liste de droite de Yan Monplaisir (Les Républicains), la liste d'Alfred Marie-Jeanne (MIM) bat celle de Serge Letchimy (DVG) et remporte la première élection à la collectivité territoriale de Martinique. Alfred Marie-Jeanne est élu président du Conseil exécutif de Martinique.
Il ne se représente pas aux élections législatives de 2017.
Battu par Serge Letchimy aux élections de la CTM en 2021, il démissionne de son poste au sein de l’assemblée de Martinique.
Candidat aux élections législatives de 2022, il est largement battu au deuxième tour par le député sortant Jean-Philippe Nilor. « Une défaite qui pourrait être la dernière aventure politique d'Alfred Marie-Jeanne ».

## Affaires Judiciaires

### Affaire «Green parrot» (perroquet vert)
À la suite d’une dénonciation en décembre 2009 sous le pseudonyme de « green parrot » (le perroquet vert), il est mis en examen pour prise illégale d'intérêt en février 2013, mais cette mise en examen est annulée en juillet 2013 par la cour d'appel de Fort-de-France.
Le procès est ensuite dépaysé à Paris par crainte de pressions politiques sur la justice locale. Alfred Marie-Jeanne est alors renvoyé en correctionnelle par décision judiciaire du 27 septembre 2019 pour « prise illégale d'intérêt », « faux dans un document administratif » et « usage de faux en écriture », en ce qui concerne les conditions de passation de marchés de construction ou d'aménagement d’écoles à la Dominique et à Grenade sur des fonds de la coopération régionale,,. Il comparait devant le tribunal judiciaire de Paris pour les faits reprochés à partir du lundi 27 avril.

### Déclaration incomplète ou mensongère de patrimoine
Fin 2016, la Haute autorité pour la transparence de la vie publique (HATVP) réalise un examen de la déclaration de situation patrimoniale de fin de mandat d'Alfred Marie-Jeanne. Constatant des incohérences et de potentielles omissions sans établir une volonté délibérée de sous-estimer son patrimoine, la HATVP réalise un signalement au procureur de la République conformément à l'article 40 du code de procédure pénale.  Reconnaissant seulement avoir commis des "erreurs" dans sa déclaration, Alfred Marie-Jeanne refuse une composition pénale, utilisée pour les délits de faible gravité, consistant en une amende de 2500 euros. Il est en conséquence renvoyé devant le tribunal correctionnel.
Après plusieurs reports, il est finalement jugé le 16 février 2022 par le tribunal judiciaire de Paris. Le procureur requiert une peine de trois mois d'emprisonnement avec sursis ainsi que 10 000 euros d'amende et deux ans d'inéligibilité, avec exécution provisoire. Ses avocats Alex Ursulet et Frédérique Pons, plaident un « malheureux concours de circonstance », une erreur sans intention de dissimuler des informations.
Le 5 avril 2022, le tribunal le reconnaît coupable d'avoir déclaré de manière incomplète ou mensongère son patrimoine et le condamne à deux mois d'emprisonnement avec sursis ainsi qu'à 10 000 euros d'amende et deux ans d'inéligibilité. Alfred Marie-Jeanne annonce faire appel et explique être « indigné par la disproportion entre la proposition initiale du procureur de Paris de payer une amende de 2 500 euros (Ndlr : selon la procédure de plaider-coupable qu'il a refusée), il y a de cela trois ans et la sanction pénale qui vient d'être prononcée ». La peine d'inéligibilité n'étant pas assortie de l'exécution provisoire elle est donc suspendue par l'appel, ce qui permet à Alfred Marie-Jeanne de se présenter aux élections législatives de juin 2022.

## Synthèse des mandats électifs
- Maire de Rivière-Pilote (Martinique) de 1971 à 2000
- Conseiller général de Rivière-Pilote (Martinique) de 1973 à 1997
- Conseiller régional de la Martinique de 1990 à 2010
- 2e vice-président du conseil régional de la Martinique de 1992 à 1998
- Président du conseil régional de la Martinique de 1998 à 2010 (réélu en 2004).
- Député de la Martinique de 1997 à 2017 (réélu en 2002, 2007 et 2012)
- Président du Conseil exécutif de Martinique du 18 décembre 2015 au 2 juillet 2021